# Сосонська волость
Сосонська волость — історична адміністративно-територіальна одиниця Літинського повіту Подільської губернії з центром у селі Сосни.
Станом на 1885 рік складалася з 30 поселень, 16 сільських громад. Населення — 10219 осіб (5173 чоловічої статі та 5046 — жіночої), 1732 дворових господарства.
|                     | Площа, десятин | У тому числі орної, десятин |
| ------------------- | -------------- | --------------------------- |
| Сільських громад    | 11279          | 6548                        |
| Приватної власності | 14360          | 2586                        |
| Казенної власності  | 108            | 93                          |
| Іншої власності     | 516            | 361                         |
| Загалом             | 26263          | 9588                        |

Основні поселення волості:
- Сосни — колишнє державне село за 3 версти від повітового міста, 544 особи, 100 дворових господарств, православна церква, постоялий будинок. За 14, 16 й 18 верст — лісопильний завод. За 15 й 20 верст — вуглевипалювальний завод. За 18 верст — кісткопальний завод.
- Балин — колишнє державне село при річці Іскриль, 650 осіб, 127 дворових господарств, православна церква, школа, постоялий будинок.
- Бруслинів — колишнє державне село при річці Згар, 980 осіб, 161 дворове господарство, православна церква, школа, постоялий будинок, 2 лавки, водяний млин.
- Вонячин — колишнє державне село, 832 особи, 140 дворових господарств, православна церква, школа, постоялий будинок.
- Дашківці — колишнє власницьке село при річці Згар, 1711 осіб, 501 дворове господарство, православна церква, школа, 2 постоялих будинки, лавка.
- Літинська Гута — колишнє державне село при річці Згар, 600 осіб, 112 дворових господарств, школа, постоялий будинок.
- Новоселиця — колишнє державне село при річці Згарок, 361 особа, 92 дворових господарства, православна церква, постоялий будинок.
- Пеньківка — колишнє власницьке село при річці Згар, 1159 осіб, 142 дворових господарства, православна церква, постоялий будинок, 2 лавки.
- Яцківці — колишнє власницьке село при річці Згар, 422 особи, 38 дворових господарств, православна церква, постоялий будинок, водяний млин.